# Molocsna
A Molocsna (ukránul: Молочна) folyó Ukrajnában, mely 197 kilométer hosszú, vízgyűjtő területe 3450 km² és az Azovi-tengerbe torkollik. Az Azovmelléki-hátságban ered, a Tokmak (Токмак) és a Csinhul (Чингул) folyók összefolyásából jön létre Molocsanszktól északra. Nevének szó szerinti jelentése „tejes víz”, feltehetően a krími tatár tej és víz, folyó szavak összetételéből.